# Курбатов, Пётр Петрович
Пётр Петро́вич Курба́тов (1710 или 1711 — 22 апреля 1786, Москва) — писатель, член Коллегии иностранных дел, сын дипломата Петра Васильевича Курбатова.

## Биография
О детстве Курбатова практически ничего неизвестно, в 1727 году он определён на службу в Коллегию иностранных дел студентом. Вскоре отправлен служить в посольство при графе А. Г. Головкине в Берлине, где был на Соесонском конгрессе, затем служил в Париже и Голландии, где в 1735 году определён дворянином посольства.
В 1739 году назначен переводчиком в Секретной экспедиции Коллегии иностранных дел, в 1740 году произведён в секретари капитанского ранга, а в 1744 году в секретари майорского ранга.
18 декабря 1753 года указом императора пожалован надворным советником с жалованием 800 рублей в год.
У Курбатова были 2 сына — Александр (род. 1752) и Сергей (род. 1753). Ему принадлежали поместья в Московском, Можайском, Серпуховском, Клинском, Суздальском, Одоевском, Орловском и Казанском уездах, в которых в общей сложности находились 1130 крестьян.
С 20 декабря 1768 года назначен статским советником, с 1776 года — действительным статским советником.

## Литературные труды
Из литературных трудов Курбатова наиболее известен перевод «Велисария» Жан Франсуа Мармонтеля (1769). Кроме того, он перевёл «Разговоры Фокионовы о сходности нравоучения с политикою» Габриэля Бонно де Мабли (1772) и два сочинения В. Темпла «О народных недовольствах» и «О здравии и о жизни долголетней» (1778). Издал также компиляцию из разных иностранных сочинений под названием «Нрав кардинала Ришельё» (1776).